# Atzitzihuacán
Atzitzihuacán är en kommun i Mexiko.   Den ligger i delstaten Puebla, i den sydöstra delen av landet, 90 km sydost om huvudstaden Mexico City.
Följande samhällen finns i Atzitzihuacán:
- San Juan Amecac
- San Miguel Aguacomulican
- Santiago Atzitzihuacán
- San Pedro Ixhuatepec
- San Mateo Coatepec
- Agrarista Emiliano Zapata